# Léon de Wailly
Pour les articles homonymes, voir Wailly (homonymie).
Armand François Léon de Wailly (Paris, 28 juillet 1804 - Paris 10e, 24 avril 1863) est un romancier, auteur dramatique, adaptateur et traducteur français.

## Biographie
Né dans une famille d'écrivains et d'universitaires, il devient un grand ami d'Alfred de Vigny et travaille comme secrétaire de Sosthènes de La Rochefoucauld au département des Beaux-Arts. Il se fait connaître par ses nombreuses traductions d'auteurs anglais (poésie) et sa collaboration avec Pierre-Jules Hetzel alias P.-J. Stahl dans l'adaptation de classiques britanniques (dont William Shakespeare).

## Œuvres
- Le Mort dans l’embarras (comédie nouvelle, en 3 actes et en vers, avec Gustave de Wailly), 1825
- Benvenuto Cellini (opéra en 2 actes avec Auguste Barbier et Alfred de Vigny, musique de Hector Berlioz), 1834
- Angelica Kauffmann, 2 vol., A. Dupont, 1838
- L’Héritage de vie, 1844
- Pensées morales et maximes, 1848
- Stella et Vanessa, Hachette, 1854
- L'Oncle Tom (drame en cinq actes et neuf tableaux), Michel Lévy, 1855
- Les Deux filles de M. Dubreuil, Hachette, 1860
- Le Doyen de Saint-Patrick (drame en 5 actes, en prose avec Louis Ulbach), Dentu, 1862

## Traductions
On lui doit des traductions des œuvres de Matthew Gregory Lewis (Le Moine), Edgar Allan Poe, Jonathan Swift, Shakespeare, Henry Fielding (Tom Jones, ou l’Enfant trouvé), Robert Burns (Poésies complètes), Laurence Sterne (Vie et opinions de Tristram Shandy, gentilhomme, Voyage sentimental), Thackeray (Mémoires de Barry Lyndon) ou encore Fanny Burney (Evelina).

## Adaptations
- Mary Bell, William et Lafaine. La vie des enfants en Amérique, Adapté de l'anglais par P.-J. Stahl et de Wailly, Hetzel, 1895
- Les Vacances de Riquet et de Madeleine, Adapté de l'anglais par P.-J. Stahl et de Wailly, Hetzel, 1908-1909